# HD168605
HD168605 — хімічно пекулярна зоря спектрального класу A0, що має видиму зоряну величину в смузі V приблизно  8,2.
Вона  розташована на відстані близько 2233,9 світлових років від Сонця.

## Пекулярний хімічний склад
Зоряна атмосфера HD168605 має підвищений вміст 
Si
.

## Магнітне поле
Спектр даної зорі вказує на наявність магнітного поля у її зоряній атмосфері.
Напруженість повздовжної компоненти поля оціненої з аналізу
наявних ліній металів
становить 1784,0± 605,0 Гаус.